# Friedrich von Landsberg-Velen und Gemen

Friedrich von Landsberg-Velen und Gemen

Graf Friedrich Ludolf Anton Walpurg von Landsberg-Velen und Gemen, bis 1840 Reichsfreiherr (* 27. Januar 1815 in Münster, Westfalen; † 5. Oktober 1898 auf Burg Gemen, Münsterland, Westfalen) aus dem Adelsgeschlecht der Herren von Landsberg war ein westfälischer Unternehmer in der chemischen Industrie und Standesherr von Gemen (1863–1898, heute Ortsteil von Borken). Deshalb nannte er sich später auch nur „Friedrich Graf von Gemen“.

## Leben
Friedrich war der Sohn des Gemener Standesherrn Ignaz von Landsberg-Velen und Gemen (1788–1863), Abgeordneter des Vereinigten Landtags, königlich preußischer Wirklicher Geheimrat und seit 1854 erbliches Mitglied des Preußischen Herrenhauses, und der Gräfin Ludowica von Westerholt und Gysenberg. Der Vater Ignaz wurde mit seiner Familie am 15. Oktober 1840 in Berlin mit Diplom vom 1. Juni 1860(!) in den preußischen Grafenstand erhoben, primogenitur aus jeweils adliger Ehe und geknüpft an den Besitz der Standesherrschaft Gemen mit der Herrschaft Velen und Raesfeld, Kreis Borken (Münsterland). Der Vater hat seinen Sitz im Preußischen Herrenhaus allerdings niemals eingenommen.
Landsberg-Velen erbte nach dem Tod des Vaters (1863) die Herrschaft über Burg Gemen und unter anderen auch Schloss Dankern bei Haren (Ems), dem er in den Jahren 1890 bis 1894 durch erhebliche Ausbauten sein heutiges Aussehen gab. Daneben gehörte ihm das Schloss Wocklum bei Balve und die nahegelegene chemische Fabrik Wocklum und die Luisenhütte. Außerdem hielt er die Mehrheit der Kuxe an der Gewerkschaft Sicilia in Meggen.
Landsberg-Velen war Präsident der „Genossenschaft der Rheinisch-Westfälischen Malteserritter“, Mitglied des Westfälischen Provinziallandtages sowie erbliches Mitglied des Preußischen Herrenhauses. 1871 wurde er als Abgeordneter des Wahlkreises Regierungsbezirk Münster 3 (Borken – Recklinghausen) in den Reichstag gewählt, wo er zur Fraktion der Zentrumspartei gehörte. Er vertrat den Wahlkreis nur eine Legislaturperiode bis 1874, sein Nachfolger als Abgeordneter wurde sein Sohn.
Er baute den Bestand seiner Familienbibliothek durch den Ankauf ganzer Bibliotheken und Nachlässe aus.
Im Jahr 1889 wurde ihm von der Stadt Bad Kissingen die Ehrenbürgerwürde verliehen, was wohl, wie in damaliger Zeit gern gehandhabt, in zahlreichen Besuchen der renommierten Kurstadt begründet ist.
1898 wurde er zum ordentlichen Mitglied der Historischen Kommission für Westfalen gewählt.

## Familie
In erster Ehe heiratete er am 10. Mai 1842 in Münster Freiin Sophie von Imbsen (* 28. November 1817 in Wewer, Kreis Paderborn; † 29. März 1853 in Münster). In zweiter Ehe heiratete er am 24. Juni 1862 auf Gut Dalwig (Ittergau) Anna von Rump (* 18. September 1842 auf Gut Dalwig; † 5. Februar 1902 auf Burg Gemen).
Kinder aus der ersten Ehe:
- Maximilian (1847–1902), Graf, ⚭ 1874 Maria Freiin von Vittinghof, gen. Schell zu Schellenberg (1851–1925)
- Luise (* 1849), Freiin,  ⚭ 1871 Friedrich Graf von Merveldt
- Friedrich (1850–1926), Graf, ⚭ 1884 Sophie Gräfin von Westerholt und Gysenberg (1862–1941)
- Elisabeth (* 1853), Freiin, Oberin im Orden „vom guten Hirten“ in Barcelona

Kinder aus der zweiten Ehe:
- Maria (* 1863), Freiin, ⚭ 1890 Matthias Freiherr von Wrede (* 1890)
- Alexandrine (* 1869), Freiin
- Ignaz (* 1872), Freiherr
- Karl (* 1873), Freiherr
- Franz (* 1879), Freiherr

## Schriften
- Friedrich von Landsberg-Velen und Gemen: Geschichte der Herrschaft Gemen, ihrer Herren und deren Geschlechter. Münster 1884.